# Каширина, Наталья Геннадьевна
Наталья Геннадьевна Каширина (род. в 1954 г.) — Мастер Спорта России международного класса. Проживает в посёлке Большие Дворы, Павлово-Посадского района.

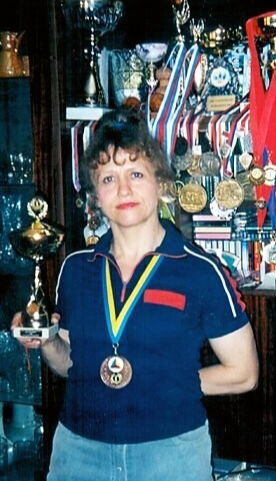
Каширина Наталья Геннадьевна

Начала заниматься пауэрлифтингом в начале 1991 г. Уже через месяц после начала тренировок, на первенстве Московской област и установила 2 рекорда области — в жиме штанги лёжа и в становой тяге. Через год выполнила норматив Мастера Спорта России, а через 2 года, в 1993 г. заняла III место в чемпионате России.
В 1995 году получила право выступать в соревнованиях среди ветеранов 40-49 лет, но продолжала выступать и в соревнованиях спортсменок открытой возрастной категории, постоянно входила в пятёрку лучших спортсменок России, и в десятку лучших в Мире. В этом же 1995 г. выполнила норматив Мастера Спорта Международного Класса (МСМК).
Начиная с 1995 года она неизменно становилась чемпионкой России среди ветеранов. Пауэрлифтинг не олимпийский вид спорта, поэтому господдержки у федерации пауэрлифтинга не было, поездки на все соревнования — в Россию и за рубеж осуществлялись за счёт средств местного бюджета и спонсоров, которых, оказалось очень мало. До 1997 г участие Натальи в соревнованиях в России, спонсировал спорткомитет Павловского Посада, но с 1997 его влияния стало незаметно. Наталья стала выступать за команду г. Москвы.
В конце 1995 года Наталья впервые участвует в соревнованиях за рубежом, в Копенгагене в Дании, но первое выступление оказалось не очень удачным. На чемпионате среди ветеранов, она заняла лишь 5 место. Уже на следующих своих соревнованиях, в 1996г, в Венгрии г. Гюла (Gyula), на чемпионате Европы она занимает 3 место.
'На чемпионате мира осенью 1996 года  в Индии городе Дели (New Delhi), Наталья становится чемпионкой, установив 5 Мировых рекордов'. Как это не удивительно, но эти поездки спонсировались ФАО «Ферейн», в лице Брынцалова, и гл. Павлово-Посадского р-н Архипова Г. Д.
В 1996 г. Наталья, за успехи в спорте удостаивается звания «Человек Года-96»: редакции газеты «Павлово Посадские известия». В связи с этим событием глава П-Посадского р-на. (Архипов Г. Д.) вручил номинантке диплом «Человек Года-96» и денежное вознаграждение, а во дворце культуры устроили торжественное выступление юных спортсменов, гимнастов и акробатов.
В 1997 г. За успехи в спорте, спортивный комитет, в лице Векшиной З. И. награждает Наталью правительственной наградой, медалью «В память 850-летия МОСКВЫ». (удостоверение № 0890019).
В период до 2000 г. участвовала во многих соревнованиях в России, в 1998 заняла 2 место в чемпионате России по жиму штанги лёжа. В 2000 г, благодаря финансовой помощи главы администрации Павло-Посадского района Колтунова, и фирмы «Инвент», и лично Колоскова И., поехала на чемпионат Мира в Чехию, где, уже во второй раз стала чемпионкой Мира по пауэрлифтингу. Это было её последнее участие в чемпионатах Мира.
- 2001 г. На чемпионате Европы в Словакии (Братислава) она стала чемпионкой Европы.
- 2002 г. Чемпионат Европы в Венгрии (Балатон) в очередной раз становится чемпионкой.
- 2003 г. Чемпионат Европы на западной Украине вновь становится чемпионкой.
- 2004 г. Последнее выступление в соревнованиях, стала чемпионкой России среди ветеранов старше 50 лет.

Наталья принимала участие в огромном количестве соревнований, неизменно становясь призёркой или чемпионкой, почти в каждом. Она имеет более 100 призовых медалей, около 50 спортивных кубков, множество дипломов и других наград.
С 2004 года из-за недостатка финансирования Наталья прекращает спортивную карьеру.

## Личные рекорды в весовой категории до 60 килограмм
- Приседание со штангой — 180 кг.
- Жим штанги лёжа — 102,5 кг.
- Становая тяга — 202,5 кг.
- Сумма троебория — 475 кг.